# 吉村よう
吉村 よう（よしむら よう、1954年7月10日 - 1991年11月27日）は、日本の男性俳優、声優。本名および旧芸名、吉村 傭（読み同じ）。
京都府出身。劇団青年座に所属していた。

## 来歴
桐朋学園短期大学卒業。
『いやいやながら医者にされ』で初舞台。
俳優活動を経て、主に外国テレビドラマやテレビアニメの脇役での声優出演を中心に据える。
晩年まで精力的に脇役を中心とした声優活動を続けていたが、1991年11月、都内の仕事先でクモ膜下出血を発症して倒れ、意識不明の重体に陥る。直ちに病院に搬送された後に緊急手術ののち入院し闘病生活を送っていたが、一度も意識が戻ることなく11月27日死去。37歳没。

## 人物
『ついでにとんちんかん』では主人公・間抜作役を務める。原作者のえんどコイチがアフレコを見学した際、「目の前に抜作先生がいる」と絶賛したほどのあたり役だった。後に原作内でも、「吉村よう＝抜作先生という方程式が成り立つくらいいい感じだ。抜作先生は吉村さん以外考えられない!!」と似顔絵を描いて、絶賛していた。
ディズニー作品である『くまのプーさん』のブエナ・ビスタ版で最初にプーさんの声を担当していたが、劇場用短編作品は没後に後任の八代駿によって録り直しが行われたため、現在視聴できるのは新くまのプーさんの1話と16話のみである。
NHK教育テレビの『いちにのさんすう』では、1979年から1985年の間、お兄さん役を担当し、「ヨシさん」の愛称で親しまれた。
特技は関西弁、歌。

## 後任
吉村の死後、持ち役を引き継いだ人物は以下の通り。
| 後任         | 概要作品                            | キャラクター                           | 後任の初担当                            |
| ------------ | ----------------------------------- | -------------------------------------- | --------------------------------------- |
| 辻村真人     | 『絶対無敵ライジンオー』            | タイダー、アークダーマ                 | 第39話                                  |
| 緒方賢一     | 『絶対無敵ライジンオー』            | アークダーマ                           | 『絶対爆発ライジンオー対ガンバルガー』  |
| 梁田清之     | 『絶対無敵ライジンオー』            | アークダーマ                           | 『スーパーロボット大戦シリーズ』        |
| 福田信昭     | 『燃えろ!トップストライカー』       | ベルティーニ                           | 第12話                                  |
| 菅原淳一     | 『タイニー・トゥーンズ』            | ハムトン                               | 1992年1月10日放送分（第40話以降）から   |
| 三ツ矢雄二   | 『ミュータント・タートルズ』        | ミケランジェロ（1987年アニメビデオ版） | 第13巻                                  |
| 安西正弘     | 『らんま1/2 熱闘編』                | 猫魔鈴                                 | 第119話                                 |
| たてかべ和也 | 『押忍!!空手部』                    | 加馬田稲作                             | 『押忍!!空手部4 高木復活!大阪神戸決戦』 |
| 八代駿       | 『くまのプーさん』                  | プー                                   | 2代目（1991年 - 2003年）                |
| 亀山助清     | 『くまのプーさん』                  | プー                                   | 3代目（2003年 - 2013年）                |
| かぬか光明   | 『くまのプーさん』                  | プー                                   | 4代目（2013年 - ）                      |
| 岩崎ひろし   | 『名探偵ポワロ マースドン荘の惨劇』 | サミュエル・ノートン                   | 完全版DVD吹替追加録音部分               |
| 赤坂柾之     | 『バンデットQ』                     | 人形使い                               | 35周年Blu-ray版追加録音部分             |
| 関俊彦       | 『笑ゥせぇるすまん』                | 木原志佐雄（「温泉奇行」）             | 『笑ゥせぇるすまんNEW』                 |

## 出演
太字はメインキャラクター。

### テレビドラマ
- 大河ドラマ 花神（NHK） - 松浦亀太郎
- 胸キュン刑事（テレビ朝日） - 少女隊のマネージャー（第10話）
- なぜか、ドラキュラ（日本テレビ）
- 江戸の旋風II（1976年、CX / 東宝）
- 夫婦旅日記 さらば浪人　第19話「ひょうたんから駒の物語」（1976年、CX / 勝プロ）
- 火曜サスペンス劇場「浅見光彦ミステリー8 琵琶湖周航殺人歌」（日本テレビ）
- ニュードキュメンタリードラマ昭和 松本清張事件にせまる 第22回「三億円事件の犯人は?」（テレビ朝日）
- 銀河テレビ小説（NHK）
  - 総務部総務課山口六平太 - 塚田（第14話）
- 木曜ゴールデンドラマ「冷血 -戦後最大の殺人鬼-」（読売テレビ）
- 外科医 有森冴子 第1話「離婚した夫にガン宣告！メスが切り裂く男女の絆 前妻と後妻の愛が揺れる」（日本テレビ）
- 花王愛の劇場「その時、妻はⅡ」（1985年、TBS / オフィス・ヘンミ） - 清水
- 東映不思議コメディーシリーズ（CX / 東映）
  - どきんちょ!ネムリン 第3話「不思議なブローチ」 - ハンバーガーショップ店員
  - 勝手に!カミタマン 第26話「佃煮博士の秘密指令」
  - もりもりぼっくん 第34話「サムシングの風立ちぬ」 - 父親
  - 魔法少女ちゅうかなぱいぱい! 第8話「ホネまで愛して」

### テレビアニメ
1980年
- おじゃまんが山田くん（フクダ）

1986年
- 機動戦士ガンダムΖΖ（主任）

1987年
- ついでにとんちんかん（1987年 - 1988年、間抜作）
- マシンロボ クロノスの大逆襲（マグナロック）

1988年
- F-エフ（安田）
- 魔神英雄伝ワタル（デブル）
- ミスター味っ子（菊池）

1989年
- 青いブリンク（1989年 - 1990年、サッチ）
- 機動警察パトレイバー（ハイジャック犯の猫渡）
- 新グリム名作劇場（次男、カラス）
- 小さなアヒルの大きな愛の物語 あひるのクワック（ヨハン）
- 魔動王グランゾート（助監督）
- ミラクルジャイアンツ童夢くん（大山先生）
- らんま1/2 熱闘編（1989年 - 1991年、金之介、バケ猫）
- 笑ゥせぇるすまん（木原志佐雄）

1990年
- NG騎士ラムネ&40（校長先生、ホラフキン）
- ジャングルブック・少年モーグリ（ログ）
- 楽しいムーミン一家（エドモン）
- 魔神英雄伝ワタル2（ポシェット）
- まじかる★タルるートくん（さかな丸）
- 三つ目がとおる（チビ）
- もーれつア太郎（第2作）（ブタ松）
- RPG伝説ヘポイ（1990年 - 1991年、ディノキャッスル、ブンザエモン〈代役〉）

1991年
- 絶対無敵ライジンオー（タイダー〈初代〉、アークダーマ〈初代〉）
- 楽しいムーミン一家 冒険日記（トーマス）
- 満ちてくる時のむこうに（ボクドの父）
- 燃えろ!トップストライカー（ベルティーニ〈初代〉）

### 劇場アニメ
- らんま1/2 中国寝崑崙大決戦! 掟やぶりの激闘篇!!（1991年、恵比天）

### OVA
- 機動警察パトレイバー（1989年、オッチャン）
- おがみ松吾郎（1989年）
- 押忍!!空手部（1990年、加馬田稲作〈初代〉）
- 新カラテ地獄変（1990年、男）
- カプリコン（1991年）
- 有閑倶楽部 犬猫まるごとHOWマッチ（1991年、剣菱万作）
- 夢枕獏 とわいらいと劇場 深山幻想譚（1991年、男）
- 有閑倶楽部2 香港より愛をこめて（1992年、剣菱万作）

### ドラマCD
- 絶対無敵ライジンオー 歌う地球防衛組!（タイダー）※死去の前に製作され、ライナーノーツに追悼コメントが載せられている
  - 地球防衛組応援歌バージョンII ライバル応援歌・邪悪帝国VS地球防衛組
- 魔神英雄伝ワタル2 メモリアルCD「星界山ロケハン物語」（関西星界人）

### 吹き替え

#### 映画
- アウトサイダー野球団（ギョント〈クォン・スンチョル〉）
- 愛しのロクサーヌ（ロールストン〈スティーブ・ミットルマン〉）※機内上映版
- オスカー（コニー〈チャズ・パルミンテリ〉）
- 九龍の眼/クーロンズ・アイ（クレイジーファイ〈チ・ワイ・ダイ〉）※VHS版
- キョンシーVS五福星（チョー）
- クロコダイル・ダンディー（ガス〈レジナルド・ヴェルジョンソン〉）※機内上映版
- 皇家戦士
- サンタクロース ※テレビ朝日版
- 少林寺（亀空）※日本テレビ版
- 蜀山奇傅 天空の剣（一真）
- スタンド・バイ・ミー（アイボール・チェンバーズ〈ブラッドリー・グレッグ〉）※フジテレビ版（アニバーサリーエディションBlu-rayに収録）
- スペースインベーダー
- 続・少林寺三十六房（チェン）
- ツイ・ハークのゴーストホーム/13日の金曜日の妻たちへ（役人）
- ミュータント・ニンジャ・タートルズ2（ドナテロ）※ソフト版
- トップガン（サンダウン〈クラレンス・ギルヤード・Jr〉） ※フジテレビ版
- ドリーム・チーム（アルバート〈スティーヴン・ファースト〉）
- バンデットQ（人形使い）
- バーバリアン2019年（ショーティ〈ルイス・エクレシア〉）
- ハーレム・ナイト（ジャック〈スタン・ショウ〉）※ソフト版
- ハンバーガー・ヒル（レイ・モータウン〈マイケル・ボートマン〉）
- 冒険活劇 上海エクスプレス（マン・ホイ）
- ミート・ザ・フィーブル 怒りのヒポポタマス（ロバート）
- 幽幻道士
- 若き勇者たち（ロバート・モリス〈C・トーマス・ハウエル〉）※TBS版

#### ドラマ
- 特攻野郎Aチーム
- 名探偵ポワロ「マースドン荘の惨劇」（サミュエル・ノートン）※NHK版

#### アニメ
- くまのプーさん（プー〈初代〉）
  - プーさんとティガー ※絶版
  - プーさんとイーヨーのいち日 ※絶版
  - 新くまのプーさん ※バンダイ版、♯1、16
- タイニー・トゥーンズ（ハムトン〈初代〉）
- ミュータント・タートルズ（ミケランジェロ〈初代〉）

### CM
- ホテイフーズコーポレーション（焼き鳥缶詰）
- ポピー (玩具メーカー)「おはようスヌーピー」（ナレーション、1977年）
- エッソ石油（ガソリンスタンド店員、西田敏行と共演）

### テレビ番組
- いちにのさんすう（1979年 - 1985年、NHK教育）（ヨシさん）

### ラジオドラマ
- モグラたちの夢ゲリラ（エフエム東京、1988年6月30日） - アズマ1